# (11900) Spinoy
(11900) Spinoy est un astéroïde de la ceinture principale.

## Description
(11900) Spinoy est un astéroïde de la ceinture principale. Il fut découvert le 6 juin 1991 à La Silla par Eric Walter Elst. Il présente une orbite caractérisée par un demi-grand axe de 2,41 UA, une excentricité de 0,19 et une inclinaison de 3,4° par rapport à l'écliptique.

## Compléments